# خانواده پاسکوآل دوآرته
خانواده پاسکوال دوآرته (اسپانیایی: La Familia de Pascual Duarte‎ , تلفظ [la faˈmilja ðe pasˈkwal ˈdwaɾte]) رمانی است که به سال ۱۹۴۲ توسط کامیلو خوزه سلا، نویسندهٔ برندهٔ جایزه نوبل اسپانیایی نوشته شده‌است. دو نسخهٔ اول کتاب منجر به بروز تنش‌هایی شد که در نتیجهٔ آن، رمان به مدت کمتر از یک سال ممنوع شد. نسخهٔ جدید اسپانیایی کتاب در سال ۱۹۴۶ اجازهٔ نشر یافت.
این رمان اساساً در نسل خود tremendismo (به معنی "خارق العاده، فوق العاده") شناخته شده‌است، چرا که بر روی رفتارهای شخصیت‌هایش متمرکز است و صحنه‌های خشونت‌آمیز مدام در حال رخ دادن هستند. این رمان در نوع خود جزو اولین‌ها قلمداد شد، با این حال مضامین رئال و اگزیستانسیالیستی کتاب افراطی ارزیابی شد: شخصیت‌ها در حاشیه‌های جامعه زندگی می‌کنند و زندگی آنها در غم و اندوه و درد فرورفته‌است. نمونهٔ بارزش هم شخصیت اصلی رمان، پاسکال دوآرته است، او اینگونه فراگرفته که خشونت تنها راه حل مشکلاتش است. خانواده پاسکوال دوآرته راویان مختلفی دارد که اصلی‌ترین آنها دوآرته است، او داستان خود را با گویش روستایی بازگو می‌کند.
شخصیت رمان اهل اکسترمادورا است و زندگی او بین سالهای ۱۸۸۲ تا ۱۹۳۷ سپری می‌شود، سالهایی که ساختارهای اجتماعی و سیاسی اسپانیا دچار بی‌ثباتی شدیدی بود. این دوران یکی از آشفته‌ترین دوره‌های زمانی است که در تاریخ روی داده‌است.
پس‌زمینهٔ رمان به گونه‌ای آشکارا مذهبی است، به رغم اینکه نویسنده چندان مقید نبوده اما اشاره‌ها به خدا در سراسر داستان مشهود است.
این اثر به جز نشر ماهی در نشر نگارتابان با ترجمه علیرضا دولت آبادی به چاپ رسیده است.